# Heinrich Kleinschroth

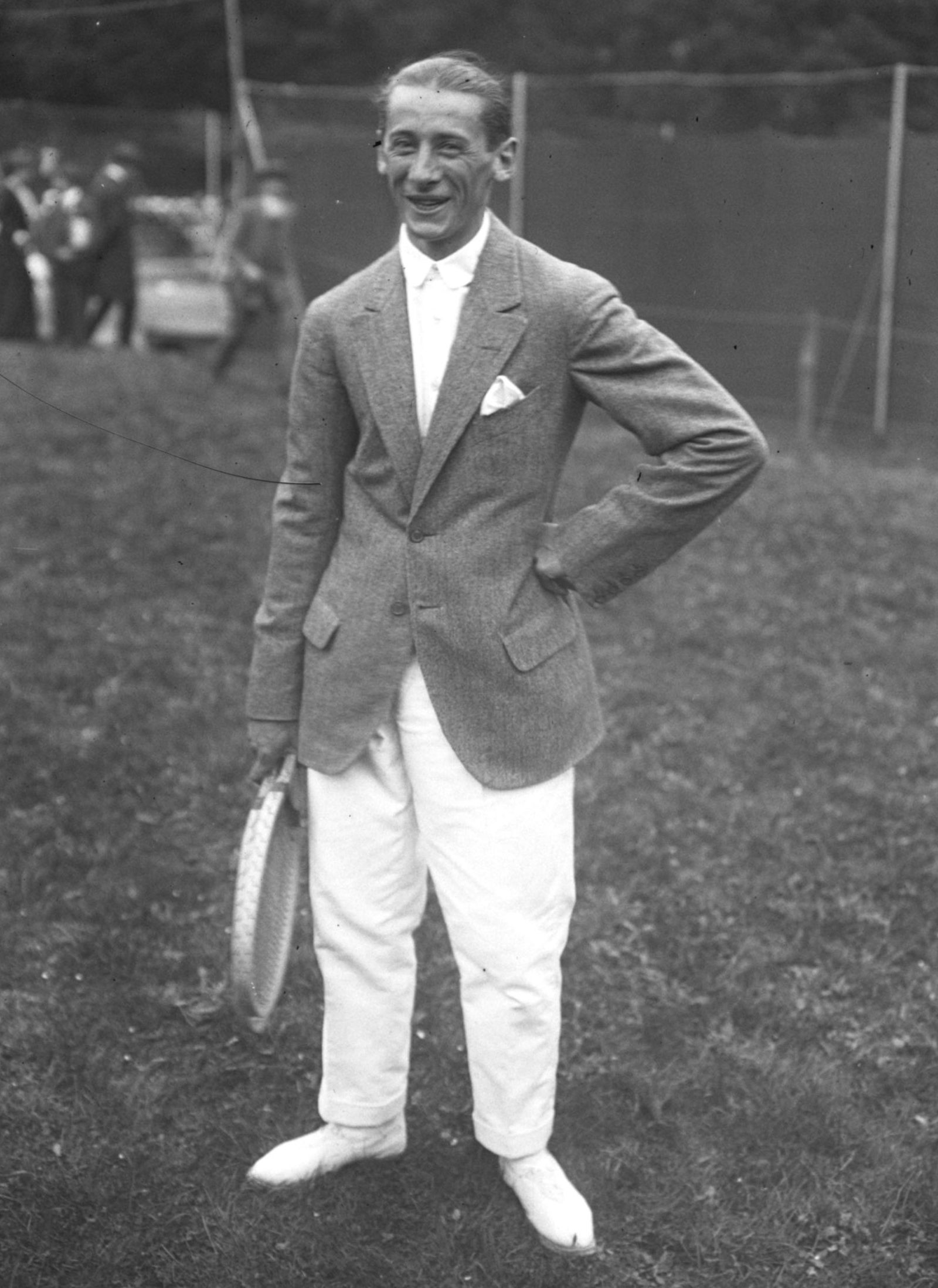
Kleinschroth (1913)

Heinrich Kleinschroth (* 15. März 1890 in Kitzingen; † 10. Januar 1979 in München) war ein deutscher Tennisspieler.

## Leben
Kleinschroth, ein Mitglied des MTTC Iphitos, nahm ab 1906 an Tennisturnieren teil. Auch sein Bruder Robert Kleinschroth spielte einige Amateur-Turniere. 1910 gewann Heinrich Kleinschroth die Turniere von Barcelona, St. Moritz und Bad Homburg vor der Höhe. Beim Turnier von Queen’s Club verlor er 1911 das Halbfinale gegen Anthony Wilding. 1912 spielte er bei den US-amerikanischen Meisterschaften, schied jedoch bereits in der ersten Runde aus.
Bei den Wimbledon Championships kam er im Einzel nie über die dritte Runde hinaus. Im Doppel erreichte er 1913 an der Seite von Friedrich Wilhelm Rahe das Finale, unterlag dort allerdings den Briten Herbert Roper Barrett und Charles Dixon in vier Sätzen.
Nach dem Ersten Weltkrieg trat Kleinschroth erst ab 1927 erneut bei internationalen Turnieren an. 1930 erreichte er bei den französischen Meisterschaften das Achtelfinale. 1938 nahm er zum Abschluss seiner Karriere an den australischen Meisterschaften im Doppel teil, schied jedoch bereits in der ersten Runde aus. 1913 sowie von 1928 bis 1930 spielte Kleinschroth im Davis Cup und war danach Kapitän der deutschen Mannschaft. Daneben war er langjähriger Trainer von Gottfried von Cramm.
In den 1960er Jahren war Kleinschroth als Funktionär der International Tennis Federation tätig.
Kleinschroth starb 1979 im Alter von 88 Jahren in München.